# Икабог
«Икабог» (англ. The Ickabog) — книга Джоан Роулинг, опубликованная ею по частям на специальном сайте летом 2020 года (отдельное издание вышло в ноябре того же года). Сказочная повесть, первая детская книга Роулинг, изданная ею после 2007 года, когда увидела свет последняя часть саги о Гарри Поттере.

## Сюжет
Действие происходит в сказочной стране Корникопия, которой правит король Фред. Икабог — это чудовище, которое, по слухам, обитает в болотах Севера и убивает заблудившихся людей и животных. Им пугают детей, но мало кто верит в его существование. Однажды Фред отправляется в поход против Икабога, но отступает, когда командир его гвардии Бимиш погибает от случайной пули. Один из королевских приближённых Спитлворт заявляет, что Бимиша убило чудовище, запугивает Фреда якобы многочисленными и опасными икабогами и захватывает власть в Корникопии. Ради содержания «Бригады обороны от Икабога» он повышает налоги, доведя богатую страну до полной нищеты, а деньги присваивает. Тех, кто сомневается в существовании Икабога, отправляют в тюрьму или убивают, приписывая их смерть Икабогу. 
Спустя годы из приюта сбегает группа подростков: Берт (сын главного королевского кондитера Берты, оказавшейся в заключении из-за попытки раскрыть королю глаза на происходящее), Дейзи, Родерик и Марта. Они отправляются на болота, чтобы свергнуть Спитлворта с помощью «Бригады обороны от Икабога», но узнают, что солдаты ушли на юг.
Подростки едва не замерзают насмерть, но в последний момент их спасает Икабог, который предоставляет им приют в своей пещере. Выясняется, что икабоги — безобидные существа, которые питаются только грибами; каждое такое существо рождает новых икабогов, а потом умирает. Икабог рассказывает, что планирует съесть подростков, чтобы его потомки стали людоедами и отомстили людям, из-за которых их род почти исчез. Дейзи уговоривает Икабога вместо этого открыться людям и подружиться с ними. Все вместе герои отправляются в Корнукопию, Икабог раздаёт людям цветы, те объединяются вокруг него, идут маршем на столицу и свергают короля.
Во время встречи со Спитлвортом Икабог погибает, но перед смертью рождает двух маленьких икабогов. Фреда, Спитлворта и его пособников отправляют в тюрьму, и Корнукопия становится республикой.

## Предыстория и публикация
«Икабог» предназначен для детей в возрасте от семи до девяти лет. Это первая детская книга Джоан Роулинг, действие которой не происходит во вселенной Гарри Поттера; анонсируя её, писательница подтвердила, что это не спин-офф «Гарри Поттера». Роулинг описала книгу как «политическую сказку… для детей чуть младше». Известно, что она задумала «Икабога» между 2003 и 2007 годами в качестве подарка для своих детей. Роулинг намеревалась опубликовать эту книгу сразу после серии о Гарри Поттере, но остановилась, сосредоточившись на произведениях для более взрослой публики. Написанное она хранила на чердаке до 2020 года; на свой 50-й день рождения писательница пошла, по её словам, в платье, содержавшем «потерянную рукопись».
Роулинг объявила, что опубликует книгу онлайн 34 бесплатными ежедневными порциями в период с 26 мая по 10 июля 2020 года. По её словам, она приняла такое решение, «чтобы дети, находящиеся под замком, или даже те, кто вернулся в школу в эти странные, тревожные времена, могли прочитать его» («Икабога»). За первые 24 часа работы веб-сайт «Икабога» набрал более 5 миллионов просмотров из 50 стран.
Книга была опубликована целиком и в разных форматах в ноябре 2020 года. Роулинг пожертвовала гонорар на благотворительность. Она организовала конкурс иллюстраций, необходимых для каждой главы книги; лучшие из которых вошли в печатный вариант книги.

## Оценки
Джейк Керридж из Daily Telegraph поставил книге 3 балла из 5, назвав её «весёлой, но легковесной сказкой, в которой отсутствует магия Гарри Поттера». Келли Аптер из The Scotsman, прочитав первые главы, положительно отозвалась об «Икабоге», похвалив Роулинг за «сочные описания» и «захватывающие сюжетные линии». Алекс О’Коннелл из The Times оценил книгу на 5 звёзд из 5, написав, что «торт и монстр — это эскапизм, который нужен всем нам».
По данным Nielsen BookScan, к апрелю 2021 года в Великобритании было продано 90 023 экземпляра «Икабога», причём сюда не входят продажи в карантине.